# 렌티난
렌티난(영어: lentinan)은 표고버섯(Lentinula edodes)의 자실체로부터 분리된 다당류이다.

## 화학
렌티난은 β-1,6 가지를 가지고 있는 β-1,3 베타-글루칸이다. 렌티난의 분자량은 500,000 Da이고 비선도는 +14~22° (NaOH)이다.

## 연구

### 전임상 연구
체외 실험에서 렌티난이 사람의 세포주 U937에서 백혈구의 생성을 촉진하는 것으로 나타났다. 렌티난은 경구 투여시 사람에서 비활성인 것으로 생각되므로 정맥 주사로 투여한다. 렌티난에 대한 생체 내 연구의 저자는 이 화합물이 쥐에 경구 투여되었을 때 활성을 나타낼 수 있다고 제안했다.

### 사람에 대한 임상 시험
렌티난은 일본에서 암 환자에 대한 제한된 수의 임상 연구의 대상이었다. 그러나 효능에 대한 증거가 부족했다.

### 부작용
덜 익힌 표고버섯을 먹었을 때, 렌티난이 표고버섯 피부염을 일으키는 것으로 보고되었다.

## 같이 보기
- 약용 균류